# Pelourinho de Cabeceiras de Basto
O Pelourinho de Cabeceiras de Basto localiza-se na atual freguesia de Refojos de Basto, Outeiro e Painzela, município de Cabeceiras de Basto, distrito de Braga, em Portugal.
Encontra-se classificado como Imóvel de Interesse Público desde 1933.